# Jouni Ilomäki
Jouni Jaakko Ilomäki (ur. 5 lutego 1960 w Lapui) – fiński zapaśnik walczący w stylu wolnym. Dwukrotny olimpijczyk. Odpadł w eliminacjach turniejów w Los Angeles 1984 i Seulu 1988. Walczył w kategorii 82 kg.
Jedenasty na mistrzostwach świata w 1987. Szósty na mistrzostwach Europy w 1986 roku.